# Hebeloma leucosarx
Hebeloma leucosarx là một loài nấm ở Hymenogastraceae.

## Hình ảnh

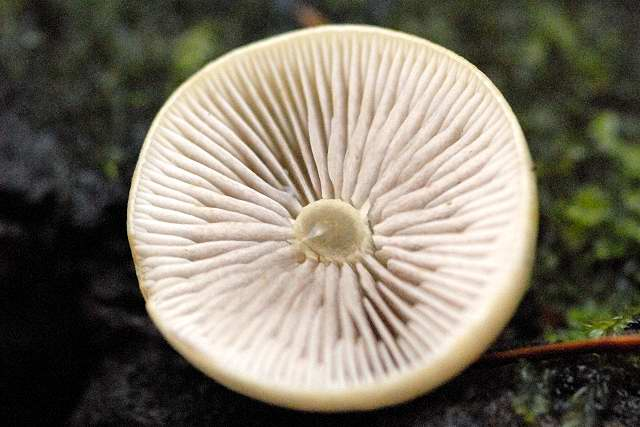